# Alain Andji
Alain Andji (né le 20 novembre 1974 à Treichville, en Côte d'Ivoire) est un athlète ivoirien, puis français, spécialiste du saut à la perche.

## Biographie
Concourant pour la Côte d'Ivoire, Alain Andji établit en 1992 un record national à 5,10 m à Yerres. 
Il obtient la naturalisation française en 1994.
Il remporte le titre des Championnats de France 1999 de Niort en passant une barre à 5,60 m. Il est également champion de France en salle en 1997. Sélectionné à 10 reprises en équipe de France, il se classe notamment huitième des Championnats d'Europe en salle et neuvième des Jeux olympiques en 1996.
Ses records personnels sont de 5,85 m en plein air (Bonneuil-sur-Marne, le 18 mai 1997) et de 5,80 m en salle (Bordeaux, le 23 février 1997).
Alain Andji est aussi célèbre pour s'être spectaculairement blessé en 1998 en cassant sa perche, cette dernière lui ouvrant sévèrement la cuisse.